# لا ملحدين في الخنادق
تستخدم عبارة لا ملحدين في الخنادق للدلالة على أن كثيرًا من الملحدين يؤمنون بالله في أعماق قلوبهم، وأنهم في أوقات الشدة أو الخوف الشديد كما عند مشاركتهم في حرب فإن ذلك الإيمان يظهر للخارج ويتغلب على إلحادهم الأخف تأثيرًا.
هناك اختلاف حول أصل العبارة والتي ظهرت في وقت ما من الحرب العالمية الثانية. ينسبها البعض لكولونيل  وآخرون لصحفي ، وهناك مؤلف ينسبها إلى راهب.
وهناك منظمة وظيفتها دعم الملحدين في الخنادق يديرها ملحدون عسكريون.

## الاستعمال في الصحافة
في برنامج صباح الخير يا أمريكا سنة 2005 وفي مقطع عن إعصار كاترينا قال المضيف «ليس هناك ملحدين في الخنادق أو أماكن الأعاصير». طلبت بعدها منظمة الملحدين الأمريكيين تراجعًا عن العبارة وحصلت عليه.